# 玉池山
28°35′17″N 113°3′38″E / 28.58806°N 113.06056°E
玉池山，海拔380-777.5米，面积9.16万亩（61平方公里），古称埤山
，又称白鹤山
，位于湖南省汨罗市南部，长沙以北，属幕阜山余脉。主峰达摩岭海拔777.5米，为汨罗市最高峰。玉池山景区为省级风景名胜区，总面积41.3平方公里，有“三山十洞八平湖”之美誉。 
玉池山因山上的玉池而得名，相传为陶淡真人的浴丹池。 五代梁贞明三年（917年）始建玉池古刹，现有南岳行宫，建于清代嘉庆年间，于1993年重修，为传说中南岳祝融神君北巡休息处。

## 组成
由玉池山、明月山、达摩岭、大龙山、生梅嘴、猫公寨、玉山等山峰组成，名胜古迹有白鹤观、白鹤井、珍珠岩、鹤泉庙、玉山庙、古驾庙、黄石滩、斋身滩、龙头滩、垂钟石等。

## 人物轶事
传晋太尉陶侃之孙陶淡及其侄陶烜在此隐居，结庐炼丹。
宋邓忠臣曾居玉池山，学者称“玉池先生”。
清周燮祥，湘阴人，自号玉池山樵，著有《玉池山樵诗钞》。
清太平天国战乱时，左宗棠及兄弟左宗植避乱白水洞。后他妻子去世后葬于玉池山，左宗棠要求与其妻同葬于此。
郭嵩焘与兄弟郭昆焘、郭仑焘亦避乱于梓木洞，建有养知书屋，晚年别号“玉池山农”、“玉池老人”。

## 历史事迹
抗日战争长沙会战时期，双方在汨罗江一线陷入僵持，玉池山上有多支不同番号的国军和游击队投入抗战，并歼灭数百名日本士兵。
湖南人民抗日救国军杨宗胜李成铁等人1945年在白鹤洞成立中共湘阴县委暨湘阴县抗日民主政府 ，指挥湘阴汨罗等地的抗日活动。

## 相关物品
明代吉藩王铜镜，现藏于湖南省博物馆，为重建玉池山寺时，当时的吉宣王朱翊銮送的物品，上有铭文：
国王吉王敬差门副李 
 重建玉池仙山 
 祖师圣像五尊水火二将□□ 
 花瓶一对锣鼓物全镜光 
 一面入山永远万年 
 界皇图□□□□ 
 风调雨顺 
 国泰民安 
 万历二十年十月十□日吉旦立

## 注
1. ↑  1995年出版的《汨罗市志》中作“山”，在《汨罗市志 1978-2008》中勘误。

## 链接
- 湖南省汨罗市玉池山省级风景名胜区[]
- 玉池山省级风景名胜区简介